# Rammstein Tour (2017)
Die Rammstein Tour 2017 war eine Konzerttournee der deutschen Neue-Deutsche-Härte-Band Rammstein. Sie begann am 20. Mai 2017 in Island und endete am 13. Juli 2017 in Frankreich. Die Tournee umfasste 17 Konzerte und führte die Band außerdem durch Deutschland, Dänemark, Tschechien, Finnland, Estland, durch die Vereinigten Staaten sowie Kanada, Belgien und Spanien.

## Setlist

### Hauptteil
1. Ramm4
2. Reise, Reise
3. Halleluja
4. Zerstören
5. Keine Lust
6. Feuer frei!
7. Seemann
8. Ich tu dir weh
9. Du riechst so gut
10. Mein Herz brennt
11. Links 2 3 4
12. Ich will
13. Du hast
14. Stripped

### Zugabe
1. Sonne
2. Amerika
3. Engel

Outro: Ohne dich (Piano Version) (vom Tonband abgespielt)

## Tourneedaten
| Nr. | Datum         | Land               | Stadt      | Veranstaltungsort             |
| --- | ------------- | ------------------ | ---------- | ----------------------------- |
| 1   | 20. Mai 2017  | Island             | Kópavogur  | Kórinn Auditorium             |
| 2   | 25. Mai 2017  | Danemark           | Horsens    | Fængselsmuseet                |
| 3   | 28. Mai 2017  | Tschechien         | Prag       | Eden Aréna                    |
| 4   | 29. Mai 2017  | Tschechien         | Prag       | Eden Aréna                    |
| 5   | 4. Juni 2017  | Deutschland        | Nürnberg   | Rock im Park                  |
| 6   | 9. Juni 2017  | Finnland           | Vantaa     | Rockfestival Vantaa           |
| 7   | 11. Juni 2017 | Estland            | Tallinn    | Song Festival Grounds         |
| 8   | 16. Juni 2017 | Belgien            | Dessel     | Graspop Metal Meeting         |
| 9   | 23. Juni 2017 | Kanada             | Montebello | Montebello Rockfest           |
| 10  | 25. Juni 2017 | Vereinigte Staaten | Wantagh    | Jones Beach Theater           |
| 11  | 27. Juni 2017 | Vereinigte Staaten | Chicago    | Hollywood Casino Amphitheatre |
| 12  | 29. Juni 2017 | Vereinigte Staaten | Dallas     | Starplex Pavilion             |
| 13  | 1. Juli 2017  | Vereinigte Staaten | Las Vegas  | T-Mobile Arena                |
| 14  | 7. Juli 2017  | Spanien            | Viveiro    | Resurrection Festival         |
| 15  | 11. Juli 2017 | Frankreich         | Nîmes      | Amphitheater von Nîmes        |
| 16  | 12. Juli 2017 | Frankreich         | Nîmes      | Amphitheater von Nîmes        |
| 17  | 13. Juli 2017 | Frankreich         | Nîmes      | Amphitheater von Nîmes        |